# Eurovision Song Contest 2016
Eurovision Song Contest 2016 var den 61. udgave af den årlige Eurovision Song Contest. Arrangementet fandt sted i Ericsson Globe i Stockholm efter Sveriges sejr i 2015 med Måns Zelmerlöws "Heroes". Det var tredje gang, Stockholm var vært for arrangementet, efter at 1975- og 2000-udgaverne også blev holdt der. Ericsson Globe var også værtsarena i 2000. Sverige har vundet 6 gange.
Konkurrencen blev vundet af Ukraine med sangerinden Jamala og sangen "1944", der opnåede 534 point.
Konkurrencen bestod af to semifinaler den 10. og 12. maj og finale den 14. maj 2016. 42 lande deltog. Bosnien-Hercegovina, Bulgarien, Kroatien og Ukraine var tilbage i konkurrencen, og Australien deltog igen efter debut som gæster i 2015 og opnåede en samlet 2. plads. Rumænien havde valgt en sang til konkurrencen men blev diskvalificeret, fordi den rumænske tv-station TVR ikke havde betalt sin gæld til EBU. Portugal deltog heller ikke.

## Budgivningsfase
SVT annoncerede følgende betingelser for de potentielle værtsbyer og arenaer:
- Værtsbyen måtte kunne tilbyde en tilstrækkelig mængde hotelværelser i nærheden af koncertstedet.

- Et pressecenter af en vis størrelse skal være tilgængeligt i tilknytning til arenaen.

- SVT skulle have adgang til spillestedet mindst 4-6 uger før konkurrencen, så scenen mv. kunne opbygges.

- Værtsbyen skulle være tæt på en større lufthavn.

- Arenaen skulle minimum have plads til 10.000 tilskuere.

| By           | Sted              | Kapacitet | Noter |
| ------------ | ----------------- | --------- | --- |
| Göteborg     | Scandinavium      | 14.000    | Vært for ESC 1985. |
| Göteborg     | Ullevi Stadion    | 30.000    | Forslaget afhang af, at der kunne opføres et tag til at dække Ullevi Stadion. Ideen blev afvist på grund af for høje omkostninger.                             |
| Linköping    | Saab Arena        | 11.500    | Vært for den svenske Melodifestivalen i 2005 og 2008. |
| 'Stockholm'  | Tele2 Arena       | 38.000    | Hjemme kamp hos Djurgården fra fodbold |
| 'Stockholm'  | Annexet           | 3.900     | Koncert sted |
| 'Stockholm'  | Friends Arena     | 65.000    | Sveriges største arena. Vært for finalen i Melodifestivalen i 2013, 2014 og 2015. Det blev meddelt, at Friends Arena ikke var en del af Stockholms øvrige bud. |
| 'Stockholm'  | Ericsson Globe    | 16.000    | Vært for ESC 2000 og finalen i Melodifestivalen i 2002 - 2012.                                                                                                 |
| Stockholm    | Hovet Arena       | 9.500     | Bruge til icehockey |
| Malmö        | Malmö Arena       | 15.500    | Vært for ESC 2013. Trak sit kandidatur den 11. juni 2015 på grund af manglende tilgængelighed i ugerne før konkurrencen.                                       |
| Sandviken    | Göransson Arena   | 10.000    | afholde koncert i sandviken |
| Örnsköldsvik | Fjällräven Center | 9.800     | Ishockey hal |

## Værtsby
Sveriges Television annoncerede den 24. maj 2015, at deres foretrukne lokation for konkurrencen var Tele2 Arena i Stockholm, men at andre byer og arenaer stadigvæk var i spil. En endelig beslutning ville blive foretaget på et senere tidspunkt.
Ericsson Globe (Globen Arena) i Stockholm, som har en kapacitet på ca. 16.000 tilskuere, blev annonceret som værtssted den 8. juli 2015 af Sveriges Television (SVT). Det er dermed anden gang, at konkurrencen afholdes i Globen, der også blev brugt til konkurrencen i 2000.
| Sverige   | Arena          | Noter                                                                                 |
| --------- | -------------- | ------------------------------------------------------------------------------------- |
| Stockholm | Ericsson Globe | Vil blive det vigtigste sted for livetransmissionerne. Kapacitet på 16.000 tilskuere. |
| Stockholm | Annexet        | Vil huse delegationerne og Green Rooms. Kapacitet på 4.000.                           |
| Stockholm | Hovet          | Pressecenter. Kapacitet på 9.000.                                                     |

## Format
Datoerne blev annonceret den 16. marts 2015 ved et møde i Wien. Semifinalerne fastlagdes til den 10. og 12. maj 2016 og finalen den 14. maj 2016. 28 lande havde på dette tidspunkt bekræftet deres deltagelse.

### Værter
I løbet af natten efter sin sejr udtrykte Måns Zelmerlöw interesse for at påtage sig rollen som vært. Zelmerlöw har erfaring som vært for blandt andet Melodifestivalen 2010, den svenske udvælgelse til Eurovision Song Contest 2010 og det populære svenske sing-along tv-show Allsång på Skansen.
Den 25. maj 2015 udtalte SVT's Christer Björkman til avisen Expressen, at Sanna Nielsen, Gina Dirawi og Petra Mede også var potentielle valg som værter.
Den 14. december 2015 blev det officielt annonceret af SVT, at Måns Zelmerlöw og Petra Mede skulle være værter for ESC 2016 i Stockholm. Petra Mede var vært for Eurovision Song Contest 2013 i Malmø.

### Slogan
Det officielle slogan "Come Together" blev annonceret den 25. januar 2016.

### Planlægning
Arbejdet på scenografien blev allerede sat i gang, før værtsbyen og -stedet blev udvalgt, så der kunne spares både tid og penge. Tanken var, at iscenesættelsen af ESC 2016 skulle have et relativt lille budget, ligesom det var tilfældet i Malmø to år tidligere. SVT ville ikke vælge en overdådig scene, som kunne koste dyrt.
ESC 2013-scenen var funktionel og varieret og fungerede ifølge SVT godt. SVT's Martin Österdahl, executive producer ved ESC 2013, begyndte allerede tidligt at arbejde på det kommende 2016-projekt. Forberedelserne til scenografien indledtes i begyndelsen af juni 2015.

### Lodtrækning til semifinalerne
Lodtrækningen, der bestemte fordelingen og rækkefølgen af bidragene til semifinalerne, fandt sted i Stockholm den 25. januar 2016.
| Pot 1               | Pot 2   | Pot 3        | Pot 4      | Pot 5      | Pot 6    |
| ------------------- | ------- | ------------ | ---------- | ---------- | -------- |
| Albanien            | Danmark | Armenien     | Australien | Irland     | Israel   |
| Bosnien-Hercegovina | Estland | Aserbajdsjan | Belgien    | Litauen    | Moldova  |
| Kroatien            | Finland | Georgien     | Bulgarien  | Malta      | Rumænien |
| Nordmakedonien      | Island  | Hviderusland | Cypern     | Polen      | Schweiz  |
| Montenegro          | Letland | Rusland      | Grækenland | San Marino | Ungarn   |
| Serbien             | Norge   | Ukraine      | Holland    | Tjekkiet   | Østrig   |
| Slovenien           |         |              |            |            |          |

## Deltagende lande
Den 26. november 2015 annoncerede EBU, at 43 lande ville være repræsenteret i 2016-konkurrencen. Bosnien-Hercegovina ville vende tilbage efter tre års fravær, Bulgarien og Kroatien vil vende tilbage efter to års fravær, og Ukraine vil være tilbage efter et års fravær. Portugal havde dog valgt ikke at deltage. Alle ansøgere havde indtil 10. oktober 2015 til at beslutte, om de ville trække sig ud uden at skulle betale en afgift. Med 43 deltagende lande vil 2016-konkurrencen være den største efter 2008 og 2011.

## Deltagerliste

### Tilbagevendende deltagere
| Land                | Kunstner                          | År                             | Sang                              | Plads                            |
| ------------------- | --------------------------------- | ------------------------------ | --------------------------------- | -------------------------------- |
| Bulgarien           | Poli Genova                       | 2011                           | "Na inat"                         | 12. (Kvalifikation)              |
| Bosnien-Hercegovina | Deen                              | 2004                           | "In the Disco"                    | 9.                               |
| Island              | Gréta Salóme                      | 2012                           | "Never Forget" (sammen med Jónsi) | 20.                              |
| Litauen             | Donny Montell                     | 2012                           | "Love Is Blind"                   | 14                               |
| Nordmakedonien      | Kaliopi                           | 1996, 2012                     | "Samo ti", "Crno i belo"          | 26. (Kvalifikation) 13. (Finale) |
| Malta               | Ira Losco                         | 2002                           | "7th Wonder"                      | 2.                               |
| Montenegro          | Bojan Jovović (medlem af Highway) | 2005 for Serbien og Montenegro | "Zauvijek moja"                   | 7.                               |

### Semifinale 1
Lodtrækningen fandt sted den 25. januar 2016 i Stockholm.
Af de direkte finaledeltagende lande stemte  Frankrig,  Spanien og  Sverige i denne semifinale. Lande, der gik videre til finalen, er markeret med orange.
| Nr. | Land                | Kunstner                             | Sprog          | Sang                   | Oversættelse         | National udvælgelse                | Plads | Point |
| --- | ------------------- | ------------------------------------ | -------------- | ---------------------- | -------------------- | ---------------------------------- | ----- | ----- |
| 1   | Finland             | Sandhja                              | Engelsk        | "Sing It Away"         | Syng det væk         | UMK 2016                           | 15    | 51    |
| 2   | Grækenland          | Argo                                 | Græsk, engelsk | "Utopian Land"         | Utopisk land         | Intern udvælgelse                  | 16    | 44    |
| 3   | Moldova             | Lidia Isac                           | Engelsk        | "Falling Stars"        | Faldende stjerner    | O melodie pentru Europa 2016       | 17    | 33    |
| 4   | Ungarn              | Freddie                              | Engelsk        | "Pioneer"              | Pioner               | A Dal 2016                         | 4     | 197   |
| 5   | Kroatien            | Nina Kraljić                         | Engelsk        | "Lighthouse"           | Fyrtårn              | Intern udvælgelse                  | 10    | 133   |
| 6   | Holland             | Douwe Bob                            | Engelsk        | "Slow Down"            | Sænk farten          | Intern udvælgelse                  | 5     | 197   |
| 7   | Armenien            | Iveta Mukuchyan                      | Engelsk        | "LoveWave"             | Kærlighedsbølge      | Intern udvælgelse                  | 2     | 243   |
| 8   | San Marino          | Serhat                               | Engelsk        | "I Didn't Know"        | Jeg vidste ikke      | Intern udvælgelse                  | 12    | 68    |
| 9   | Rusland             | Sergey Lazarev                       | Engelsk        | "You Are the Only One" | Du er den eneste ene | Intern udvælgelse                  | 1     | 342   |
| 10  | Tjekkiet            | Gabriela Gunčíková                   | Engelsk        | "I Stand"              | Jeg står             | Intern udvælgelse                  | 9     | 161   |
| 11  | Cypern              | Minus One                            | Engelsk        | "Alter Ego"            | —                    | Intern udvælgelse                  | 8     | 164   |
| 12  | Østrig              | ZOË                                  | Fransk         | "Loin d'ici"           | Langt herfra         | Wer singt für Österreich 2016      | 7     | 170   |
| 13  | Estland             | Jüri Pootsmann                       | Engelsk        | "Play"                 | Spil                 | Eesti Laul 2016                    | 18    | 24    |
| 14  | Aserbajdsjan        | Samra                                | Engelsk        | "Miracle"              | Mirakel              | Intern udvælgelse                  | 6     | 185   |
| 15  | Montenegro          | Highway                              | Engelsk        | "The Real Thing"       | Den rigtige ting     | Intern udvælgelse                  | 13    | 60    |
| 16  | Island              | Gréta Salóme                         | Engelsk        | "Hear Them Calling"    | Hører dem kalde      | Söngvakeppnin 2016                 | 14    | 51    |
| 17  | Bosnien-Hercegovina | Dalal & Deen feat. Ana Rucner & Jala | Bosnisk        | "Ljubav Je"            | Kærlighed er         | Intern udvælgelse                  | 11    | 104   |
| 18  | Malta               | Ira Losco                            | Engelsk        | "Walk on Water"        | Gå på vandet         | Malta Eurovision Song Contest 2016 | 3     | 209   |

Her er de ti lande som gik videre fra den første semifinale - i en vilkårlig rækkefølge:
- Aserbajdsjan
- Rusland
- Holland
- Ungarn
- Kroatien
- Østrig
- Armenien
- Tjekkiet
- Cypern
- Malta

### Tele og Jurystemmer i Semifinale 1
| Plads | Telestemmer         | Point | Jury                | Point |
| ----- | ------------------- | ----- | ------------------- | ----- |
| 1     | Rusland             | 194   | Malta               | 155   |
| 2     | Østrig              | 133   | Rusland             | 148   |
| 3     | Ungarn              | 119   | Armenien            | 127   |
| 4     | Armenien            | 116   | Tjekkiet            | 120   |
| 5     | Holland             | 95    | Holland             | 102   |
| 6     | Cypern              | 93    | Aserbajdsjan        | 92    |
| 7     | Aserbajdsjan        | 93    | Kroatien            | 80    |
| 8     | Bosnien-Hercegovina | 78    | Ungarn              | 78    |
| 9     | Malta               | 54    | Cypern              | 71    |
| 10    | Kroatien            | 53    | Montenegro          | 46    |
| 11    | San Marino          | 49    | Østrig              | 37    |
| 12    | Tjekkiet            | 41    | Finland             | 35    |
| 13    | Island              | 24    | Island              | 27    |
| 14    | Grækenland          | 22    | Bosnien-Hercegovina | 26    |
| 15    | Finland             | 16    | Moldova             | 24    |
| 16    | Estland             | 15    | Grækenland          | 22    |
| 17    | Montenegro          | 14    | San Marino          | 19    |
| 18    | Moldova             | 9     | Estland             | 9     |

### Semifinale 2
Af de direkte finaledeltagende lande stemte  Italien,  Storbritannien og  Tyskland i denne semifinalen. Lande, der gik videre til finalen, er markeret med orange.
| Nr. | Land           | Kunstner                               | Sprog                 | Sang                              | Oversættelse                      | National udvælgelse               | Plads | Point |
| --- | -------------- | -------------------------------------- | --------------------- | --------------------------------- | --------------------------------- | --------------------------------- | ----- | ----- |
| 1   | Letland        | Justs                                  | Engelsk               | "Heartbeat"                       | Hjerteslag                        | Supernova 2016                    | 8     | 132   |
| 2   | Polen          | Michał Szpak                           | Engelsk               | "Color of Your Life"              | Dit livs farve                    | Krajowe Eliminacje 2016           | 6     | 151   |
| 3   | Schweiz        | Rykka                                  | Engelsk               | "The Last of Our Kind"            | Den sidste af vores slags         | Die Grosse Entscheidungsshow 2016 | 18    | 28    |
| 4   | Israel         | Hovi Star                              | Engelsk               | "Made of Stars"                   | Lavet af stjerner                 | HaKokhav HaBa (Rising Star)       | 7     | 147   |
| 5   | Hviderusland   | Ivan                                   | Engelsk               | "Help You Fly"                    | Hjælpe dig med at flyve           | Eurofest 2016                     | 12    | 84    |
| 6   | Serbien        | Sanja Vučić ZAA                        | Engelsk               | "Goodbye (Shelter)"               | Farvel (ly)                       | Intern udvælgelse                 | 10    | 105   |
| 7   | Irland         | Nicky Byrne                            | Engelsk               | "Sunlight"                        | Solskin                           | Intern udvælgelse                 | 15    | 46    |
| 8   | Nordmakedonien | Kaliopi                                | Makedonsk             | "Dona"                            | —                                 | Intern udvælgelse                 | 11    | 88    |
| 9   | Litauen        | Donny Montell                          | Engelsk               | "I've Been Wating for This Night" | Jeg har ventet på denne nat       | Eurovizijos 2016                  | 4     | 222   |
| 10  | Australien     | Dami Im                                | Engelsk               | "Sound of Silence"                | Lyden af stilhed                  | Intern udvælgelse                 | 1     | 330   |
| 11  | Slovenien      | ManuElla                               | Engelsk               | "Blue and Red"                    | Blå og rød                        | EMA 2016                          | 14    | 57    |
| 12  | Bulgarien      | Poli Genova                            | Engelsk, bulgarsk     | "If Love Was a Crime"             | Hvis kærlighed var en forbrydelse | Intern udvælgelse                 | 5     | 220   |
| 13  | Danmark        | Lighthouse X                           | Engelsk               | "Soldiers of Love"                | Kærlighedssoldater                | Dansk Melodi Grand Prix 2016      | 17    | 34    |
| 14  | Ukraine        | Jamala                                 | Engelsk, krimtatarisk | "1944"                            | -                                 | Jewrovidenije 2016                | 2     | 287   |
| 15  | Norge          | Agnete                                 | Engelsk               | "Icebreaker"                      | Isbryder                          | Norsk Melodi Grand Prix 2016      | 13    | 64    |
| 16  | Georgien       | Nika Kocharov & Young Georgian Lolitaz | Engelsk               | "Midnight Gold"                   | Midnatsguld                       | Intern udvælgelse                 | 9     | 123   |
| 17  | Albanien       | Eneda Tarifa                           | Engelsk               | "Fairytale"                       | Eventyr                           | 54. Festivali i Këngës            | 16    | 45    |
| 18  | Belgien        | Laura Tesoro                           | Engelsk               | "What's the Pressure"             | Hvad er presset                   | Eurosong 2016                     | 3     | 274   |

Her er de ti lande som gik videre fra den anden semifinale - i en vilkårlig rækkefølge:
- Letland
- Georgien
- Bulgarien
- Australien
- Ukraine
- Serbien
- Polen
- Israel
- Litauen
- Belgien

Rumænien var blevet diskvalificeret af EBU, og kunne derfor ikke deltage i årets Eurovision i Stockholm.

### Tele og Jurystemmer i Semifinale 2
| Plads | Telestemmer    | Point | Jury           | Point |
| ----- | -------------- | ----- | -------------- | ----- |
| 1     | Ukraine        | 152   | Australien     | 188   |
| 2     | Australien     | 142   | Belgien        | 139   |
| 3     | Belgien        | 135   | Ukraine        | 135   |
| 4     | Polen          | 131   | Israel         | 127   |
| 5     | Bulgarien      | 122   | Litauen        | 104   |
| 6     | Litauen        | 118   | Bulgarien      | 98    |
| 7     | Letland        | 68    | Georgien       | 84    |
| 8     | Nordmakedonien | 54    | Letland        | 64    |
| 9     | Hviderusland   | 52    | Serbien        | 55    |
| 10    | Serbien        | 50    | Slovenien      | 49    |
| 11    | Georgien       | 39    | Nordmakedonien | 34    |
| 12    | Albanien       | 35    | Hviderusland   | 32    |
| 13    | Norge          | 34    | Norge          | 29    |
| 14    | Irland         | 31    | Schweiz        | 25    |
| 15    | Danmark        | 24    | Polen          | 20    |
| 16    | Israel         | 20    | Irland         | 15    |
| 17    | Slovenien      | 8     | Danmark        | 10    |
| 18    | Schweiz        | 3     | Albanien       | 10    |

### Finalen
I finalen var der være 26 lande, hvor 10 var fra den første semifinale og 10 var fra den anden semifinale samt Eurovisions 5 største bidragsydere og værtslandet.
| Nr. | Land           | Kunstner                               | Sprog                 | Sang                              | Oversættelse                      | National udvælgelse                | Plads | Point |
| --- | -------------- | -------------------------------------- | --------------------- | --------------------------------- | --------------------------------- | ---------------------------------- | ----- | ----- |
| 1   | Belgien        | Laura Tesoro                           | Engelsk               | "What's the Pressure"             | Hvad er trykket                   | Eurosong 2016                      | 10    | 181   |
| 2   | Tjekkiet       | Gabriela Gunčíková                     | Engelsk               | "I Stand"                         | Jeg står                          | Intern udvælgelse                  | 25    | 41    |
| 3   | Holland        | Douwe Bob                              | Engelsk               | "Slow Down"                       | Sænk farten                       | Intern udvælgelse                  | 11    | 153   |
| 4   | Aserbajdsjan   | Samra                                  | Engelsk               | "Miracle"                         | Mirakel                           | Intern udvælgelse                  | 17    | 117   |
| 5   | Ungarn         | Freddie                                | Engelsk               | "Pioneer"                         | Pioner                            | A Dal 2016                         | 19    | 108   |
| 6   | Italien        | Francesca Michielin                    | Italiensk, Engelsk    | "No Degree of Separation"         | Ingen grad af adskillelse         | Sanremo-Festival                   | 16    | 124   |
| 7   | Israel         | Hovi Star                              | Engelsk               | "Made of Stars"                   | Lavet af stjerner                 | HaKokhav HaBa (Rising Star)        | 14    | 135   |
| 8   | Bulgarien      | Poli Genova                            | Engelsk, bulgarsk     | "If Love Was a Crime"             | Hvis kærlighed var en forbrydelse | Intern udvælgelse                  | 4     | 307   |
| 9   | Sverige        | Frans                                  | Engelsk               | "If I Were Sorry"                 | Hvis jeg var ked af det           | Melodifestivalen 2016              | 5     | 261   |
| 10  | Tyskland       | Jamie-Lee                              | Engelsk               | "Ghost"                           | Spøgelse                          | Unser Lied für Stockholm           | 26    | 11    |
| 11  | Frankrig       | Amir                                   | Fransk, engelsk       | "J'ai cherché"                    | Jeg har ledt                      | Intern udvælgelse                  | 6     | 257   |
| 12  | Polen          | Michał Szpak                           | Engelsk               | "Color of Your Life"              | Dit livs farve                    | Krajowe Eliminacje 2016            | 8     | 229   |
| 13  | Australien     | Dami Im                                | Engelsk               | "Sound of Silence"                | Lyden af stilhed                  | Intern udvælgelse                  | 2     | 511   |
| 14  | Cypern         | Minus One                              | Engelsk               | "Alter Ego"                       | —                                 | Intern udvælgelse                  | 21    | 96    |
| 15  | Serbien        | Sanja Vučić ZAA                        | Engelsk               | "Goodbye (Shelter)"               | Farvel (ly)                       | Intern udvælgelse                  | 18    | 115   |
| 16  | Litauen        | Donny Montell                          | Engelsk               | "I've Been Wating for This Night" | Jeg har ventet på denne nat       | Eurovizijos 2016                   | 9     | 200   |
| 17  | Kroatien       | Nina Kraljić                           | Engelsk               | "Lighthouse"                      | Fyrtårn                           | Intern udvælgelse                  | 23    | 73    |
| 18  | Rusland        | Sergey Lazarev                         | Engelsk               | "You Are the Only One"            | Du er den eneste ene              | Intern udvælgelse                  | 3     | 491   |
| 19  | Spanien        | Barei                                  | Engelsk               | Say Yay!                          | Sig juhu!                         | Aspirantes Eurovisión              | 22    | 77    |
| 20  | Letland        | Justs                                  | Engelsk               | "Heartbeat"                       | Hjerteslag                        | Supernova 2016                     | 15    | 132   |
| 21  | Ukraine        | Jamala                                 | Engelsk, krimtatarisk | "1944"                            | 1944                              | Jewrovidenije 2016                 | 1     | 534   |
| 22  | Malta          | Ira Losco                              | Engelsk               | "Walk on Water"                   | Gå på vandet                      | Malta Eurovision Song Contest 2016 | 12    | 153   |
| 23  | Georgien       | Nika Kocharov & Young Georgian Lolitaz | Engelsk               | "Midnight Gold"                   | Midnatsguld                       | Intern udvælgelse                  | 20    | 104   |
| 24  | Østrig         | ZOË                                    | Fransk                | "Loin d'ici"                      | Langt herfra                      | Wer singt für Österreich 2016      | 13    | 151   |
| 25  | Storbritannien | Joe and Jake                           | Engelsk               | "You're Not Alone"                | Du er ikke alene                  | Eurovision 2016 - You Decide       | 24    | 62    |
| 26  | Armenien       | Iveta Mukuchyan                        | Engelsk               | "LoveWave"                        | Kærlighedsbølge                   | Intern udvælgelse                  | 7     | 249   |

### Tele og Jurystemmer i Finalen
| Plads | Telestemmer    | Point | Jury           | Point |
| ----- | -------------- | ----- | -------------- | ----- |
| 1     | Rusland        | 361   | Australien     | 320   |
| 2     | Ukraine        | 323   | Ukraine        | 211   |
| 3     | Polen          | 222   | Frankrig       | 148   |
| 4     | Australien     | 191   | Malta          | 137   |
| 5     | Bulgarien      | 180   | Rusland        | 130   |
| 6     | Sverige        | 139   | Belgien        | 130   |
| 7     | Armenien       | 134   | Bulgarien      | 127   |
| 8     | Østrig         | 120   | Israel         | 124   |
| 9     | Frankrig       | 109   | Sverige        | 122   |
| 10    | Litauen        | 96    | Armenien       | 115   |
| 11    | Serbien        | 80    | Holland        | 114   |
| 12    | Aserbajdsjan   | 73    | Litauen        | 104   |
| 13    | Letland        | 63    | Italien        | 90    |
| 14    | Ungarn         | 56    | Georgien       | 80    |
| 15    | Cypern         | 53    | Letland        | 69    |
| 16    | Belgien        | 51    | Spanien        | 50    |
| 17    | Holland        | 39    | Storbritannien | 54    |
| 18    | Italien        | 34    | Ungarn         | 52    |
| 19    | Kroatien       | 33    | Aserbajdsjan   | 44    |
| 20    | Georgien       | 24    | Cypern         | 43    |
| 21    | Malta          | 16    | Tjekkiet       | 41    |
| 22    | Israel         | 11    | Kroatien       | 40    |
| 23    | Spanien        | 10    | Serbien        | 35    |
| 24    | Tyskland       | 10    | Østrig         | 31    |
| 25    | Storbritannien | 8     | Polen          | 7     |
| 26    | Tjekkiet       | 0     | Tyskland       | 1     |

## Diverse
- Konkurrencen blev afholdt for tredje gang i Sverige på 17 år. Foruden årets konkurrence var Sverige vært i 2000 og 2013.
- Holland: Douwe Bob var den første mandlige solodeltager for Holland siden 1992.
- Montenegro: Bojan Jovović, der deltog som medlem af bandet "No Name" for Serbien og Montenegro, vendte tilbage i 2016 som en del af det montenegrinske band "Highway" til ESC.
- Storbritannien - Efter yderst begrænset succes i årene forinden blev der i Storbritannien afholdt en national udvælgelse.

## Fravær i 2016
| Land          | Noter | Seneste deltagelse |
| ------------- | --- | ------------------ |
| Andorra       | Andorras tv-station Radio i Televisió d'Andorra (RTVA) bekræftede, at Andorra som følge af økonomiske årsager ikke ville vende tilbage til konkurrencen i 2016. | 2009               |
| Kina          | Den 3. juni 2015 afslog EBU, at Kina skulle få lov til at deltage som gæst eller fuld deltager i 2016. | -                  |
| Kosovo        | Den 31. maj 2015 annoncerede politikeren Petrit Selimi, som selv kommer fra Kosovo, at landet gerne ville deltage i hvert fald i den næste sangkonkurrence. Efter anmodning meddelte EBU, at Kosovo ikke kan deltage uden et medlemskab af organisationen. Derfor ville landet ikke få sin debut i 2016. | -                  |
| Liechtenstein | Liechtenstein debuterede ikke i 2016, som 1 FL TV ellers havde meddelt den 16. september 2015. | -                  |
| Luxembourg    | RTL bekræftede den 4. juni 2015, at Luxembourg ikke ville vende tilbage til konkurrencen i 2016 på grund af manglende interesse. | 1993               |
| Marokko       | Den 26. november 2015 blev det annonceret, at Marokko ikke deltager. | 1980               |
| Monaco        | Den monegaskiske broadcaster TMC har bekræftet, at Monaco ikke ville vende tilbage til konkurrencen i 2016. | 2006               |
| Portugal      | Den portugisiske tv-station RTP havde bedt deres seere om at foreslå ændringer til deres nationale udvælgelse under forudsætning af, at Portugal valgte at deltage i 2016-konkurrencen. Portugiserne har ikke haft held til at kvalificere sig til finalen siden 2010, og størstedelen af den portugisiske offentlighed har haft det indtryk, at det er på grund af landets aktuelle udvælgelsesmåde med Festival da Canção. Men RTP sagde, at de planlægger at vende tilbage i 2017 efter at holde en pause i 2016 på grund af de dårlige resultater. | 2015               |
| Rumænien      | Rumænien skulle egentlig have været med i dette års eurovision men den Rumæniske tv station TVR betalte ikke deres gæld til EBU derfor kunne Rumænien ikke deltage i dette års eurovision. | 2015               |
| Slovakiet     | Den 28. september bekræftede RTVS, at Slovakiet ikke ville vende tilbage til konkurrencen i 2016. | 2012               |
| Tyrkiet       | Trods en planlagt tilbagevenden kunne tv-stationen TRT offentliggøre den 4. november 2015, at landet heller ikke deltager i 2016. En af årsagerne var utilfredshed med "Big 5"-ordningen. | 2012               |

## Kommentatorer og talspersoner
- Albanien - Andri Xhahu (TVSH, RTSH HD, RTSH Musikë og Radio Tirana, alle shows)[40]
- Australien - Julia Zemiro og Sam Pang (SBS)[41]
- Belgien - Nederlandsk: Peter Van de Veire (één, alle shows); Fransk: Jean-Louis Lahaye og Maureen Louys (La Une, alle shows)
- Bosnien-Hercegovina - Dejan Kukrić (BHT 1, BHT HD and BH Radio 1, alle shows)
- Bulgarien - Elena Rosberg og Georgi Kushvaliev (BNT 1 og BNT HD, alle shows)
- Cypern - Melina Karageorgiou (RIK 1, RIK SAT, RIK HD og Trito Programma, alle shows)
- Danmark - Ole Tøpholm (DR1, alle shows); tegnsprogsfortolkning (DR Ramasjang, alle shows)
- Estland - Estisk: Marko Reikop (ETV, alle shows); Mart Juur og Andrus Kivirähk (Raadio 2, 1. semifinale and finale); Russisk: Aleksandr Hobotov (ETV+, alle shows)
- Finland - Finsk: Mikko Silvennoinen (Yle TV2 og TV Finland, alle shows); Sanna Pirkkalainen og Jorma Hietamäki (Yle Radio Suomi, alle shows); Svensk: Eva Frantz og Johan Lindroos (Yle TV2, TV Finland og Yle Radio Vega, alle shows)
- Frankrig - Marianne James and Jarry (France 4, semifinaler); Marianne James and Stéphane Bern (France 2, finale)[42]
- Grækenland - Maria Kozakou og Giorgos Kapoutzidis (ERT1, ERT HD, ERT World, ERA 2 og Voice of Greece, alle shows)
- Holland - Jan Smit og Cornald Maas (NPO 1 og BVN, alle shows); Douwe Bob (NPO 1 og BVN, 2. semifinale)
- Hviderusland – Evgeny Perlin (Belarus-1 og Belarus-24, alle shows)
- Irland - Marty Whelan (RTÉ2, semifinaler; RTÉ One, finale); Neil Doherty and Zbyszek Zalinski (RTÉ Radio 1, 2. semifinale og finale)
- Island - Gísli Marteinn Baldursson (RÚV og Rás 2, alle shows)
- Israel - Hebræiske og arabiske undertekster (Kanal 1 og Kanal 33, alle shows); Kobi Menora og Yuval Caspin (88 FM, alle shows)
- Italien - Filippo Solibello og Marco Ardemagni (Rai 4, semifinaler; Rai Radio 2, alle shows); Flavio Insinna and Federico Russo (Rai 1, finale)[43]
- Kroatien - Duško Ćurlić (HRT 1, alle shows); Zlatko Turkalj Turki (HR 2, alle shows)
- Litauen - Darius Užkuraitis (LRT, LRT HD og LRT Radijas, alle shows); tegnsprogsfortolkning (LRT Kultūra, alle shows)
- Norge - Olav Viksmo Slettan (NRK1, alle shows); Ronny Brede Aase, Silje Reiten Nordnes og Markus Ekrem Neby (NRK3, finale); Ole Christian Øen (NRK P1, 2. semifinale og finale); tegnsprogsfortolkning (NRK1 Tegnspråk, alle shows)
- Polen - Artur Orzech (TVP 1 og TVP Polonia (live); TVP Rozrywka og TVP HD (en-dags forsinkelse), alle shows)[44]
- Rusland - Dmitrij Guberniev og Ernest Mackevičius (Rusland-1 and Rusland HD, alle shows)
- Spanien - José María Íñigo og Julia Varela (La 2, semifinaler; La 1 og La 1 HD, finale)
- Storbritannien - Scott Mills og Mel Giedroyc (BBC Four, semifinaler); Graham Norton (BBC One, finale)[45]
- Sverige - Lotta Bromé (SVT1, alle shows); Carolina Norén og Björn Kjellman (SR P4, alle shows); tegnsprogsfortolkning (SVT24, alle shows)
- Tjekkiet - Libor Bouček (ČT2, semifinaler; ČT1, finale)
- Tyskland - Peter Urban (Phoenix og Einsfestival, semifinaler; Das Erste / ARD, finale)[46]
- Ukraine - Timur Mirosjnytjenko og Tetiana Terekhova (Pershyi Natsionalnyi, alle shows); Olena Zilintjenko (Radio Ukraine, alle shows)
- Ungarn - Gábor Gundel Takács (Duna TV, alle shows)
- Østrig - Andi Knoll (ORF eins, alle shows);[47] tegnsprogsfortolkning (ORF 2, finale)

### Transmission i ikke-deltagende lande
- Kasakhstan - Diana Snegina og Kaldybek Zhaysanbay (Khabar, alle shows)
- Kina - Kubert Leung og Wu Zhoutong (Hunan TV, alle shows)[48]
- Kosovo - (RTK, alle shows)
- New Zealand - Graham Norton (BBC UKTV, finale)
- Portugal - Hélder Reis (RTP, alle shows)
- USA - Carson Kressley og Michelle Collins (Logo TV, finale)